# Volcada
Volcada är en position i argentinsk tango där de dansande lutar mot varandra, så att de möts i överkropparna men avståndet mellan fötterna är större. Till skillnad från tangons vanliga framåtpresentation bibehåller de bägge dansarna inte i volcadan sin egen vikt utan tar verkligen stöd mot varandra. Det är vanligt att följarens vänsterben åker fram längs golvet med böjt knä tills volcadans yttersta läge är uppnått, för att sedan korsas framför det högra benet.
Motsatsen, där partnerna lutar ifrån varandra, kallas colgada.